# Alert
Cet article concerne la base militaire de l'extrême Nord du Canada. Pour la ville canadienne de Colombie-Britannique, voir Alert Bay.
Alert est le lieu habité le plus au nord de la planète, à seulement 838 km du pôle Nord, situé dans le territoire du Nunavut, dans l'Arctique canadien. Situé à l'extrême nord de l'Île d'Ellesmere, il s'agit d'une base militaire canadienne avec une station du Service météorologique du Canada. La station est dotée d'une route de six kilomètres de long qui mène à son aéroport. Cette route, aussi bien que l'aéroport d'Alert, sont également la route et l'aéroport les plus au nord sur Terre.

## Historique

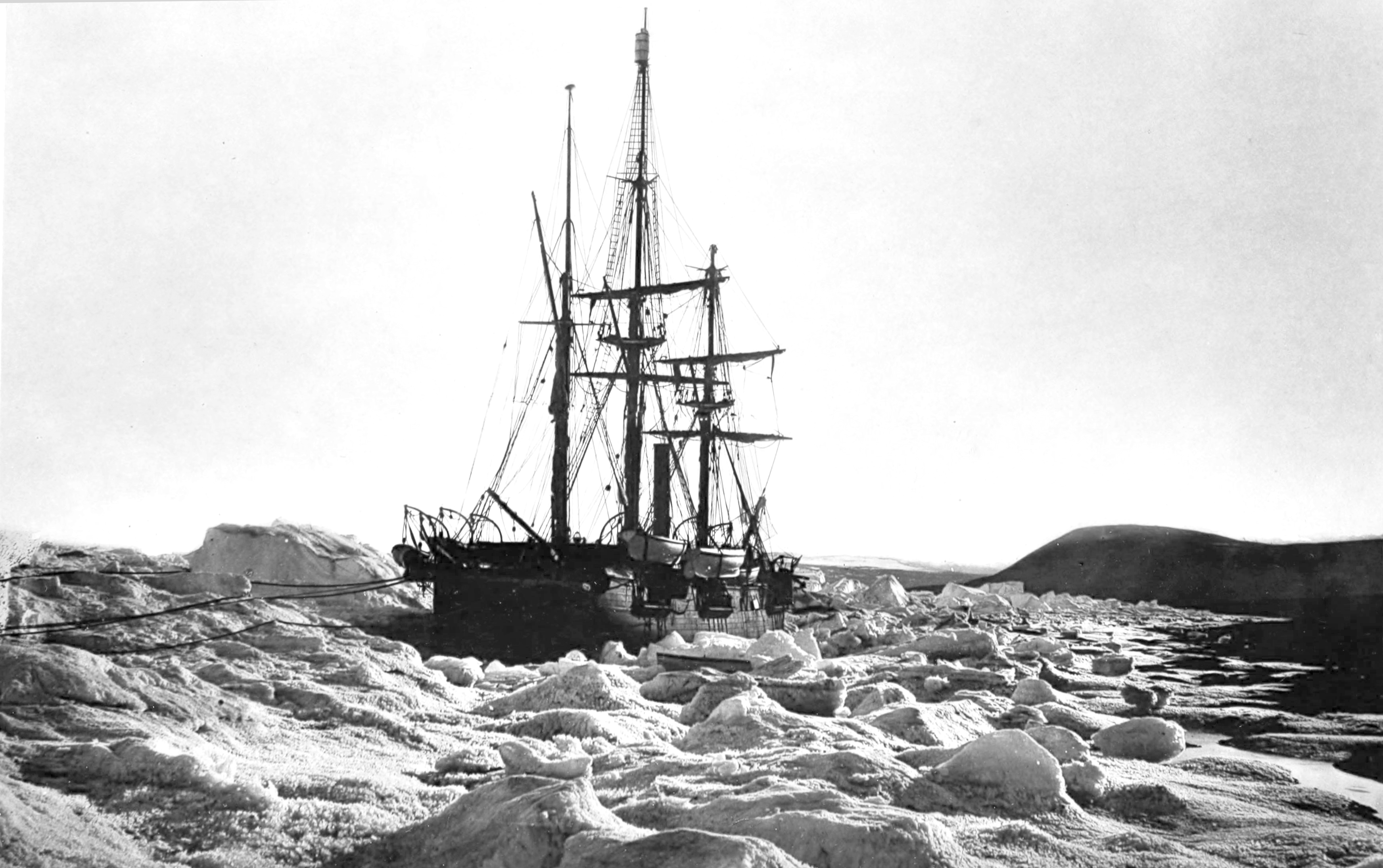
HMS Alert

Le site a officiellement été atteint pour la première fois en 1875 par Sir George Nares qui a passé l’hiver de 1875-1876 au large de cap Sheridan, situé à 9,7 km à l’est de la station actuelle, à bord du HMS Alert. Cette expédition avait permis à des hommes de débarquer pour la première fois dans la partie nord de l’île d’Ellesmere. La station météorologique a été installée en 1950 et la base militaire en 1958. On lui donne le nom du navire de Nares.
Le site est occupé en permanence par les militaires pour de la surveillance radar des terres de l'extrême nord du pays qui est totalement inhabité et pour affirmer la souveraineté sur ce territoire. L'accès au site est donc largement réglementé. La station météorologique est également le lieu de recherches en climat et pollution arctique.
La région a souvent été le point de départ de plusieurs des tentatives visant à atteindre le pôle Nord, la dernière étant l’expédition de Ranulph Fiennes autour du monde par les pôles au printemps 1982. Des expéditions sont régulièrement entreprises dans l’archipel arctique canadien et le ministère de la Défense nationale (MDN) examine au cas par cas les demandes d’appui qui lui sont adressées.
Seuls trois navires se sont rendus jusqu’à la station des Forces canadiennes d'Alert à ce jour : un brise-glace de la Garde côtière américaine, le Staten Island en 1953, et le St-Laurent de la Garde côtière canadienne, en août 1971. Le NGCC St-Laurent s’est rendu jusqu’à 82 degrés 59 minutes de latitude nord, plus loin que tout autre navire de surface pour l’époque. Ce record a été battu en août 1977 lorsque le brise-glace soviétique Arktika a atteint le pôle Nord.

### Écrasement du 30 octobre 1991
Le 30 octobre 1991, un avion de transport militaire CC-130 Hercules des Forces armées canadiennes, identifié sous le nom d'opération Boxtop 22, s'est écrasé à environ 20 kilomètres au sud-est de la SFC Alert,,,. L'appareil, opéré par le 435e Escadron de transport, assurait une mission de ravitaillement en carburant dans le cadre de l’opération Boxtop III/91, une des rotations régulières permettant d'approvisionner cette base militaire la plus au nord de la planète. Il avait quitté Edmonton avec à son bord 18 personnes : cinq membres d'équipage, 11 militaires passagers et deux civils,,,.
L'écrasement s'est produit dans des conditions climatiques extrêmes, avec une température avoisinant les -20 °C, des vents de 50 km/h et une obscurité quasi constante, limitant considérablement les opérations de secours. Dès le lendemain, une vaste opération de recherche et de sauvetage fut lancée, mobilisant des avions et hélicoptères militaires canadiens et américains en provenance des bases de Edmonton, Greenwood, Gander, Trenton et du Groenland. Toutefois, en raison du blizzard persistant et de la faible visibilité, il fallut plus de 30 heures aux techniciens en recherche et sauvetage pour atteindre le site du crash, soit le 31 octobre à 23h,.
Treize personnes ont survécu à l'écrasement, dont deux civils. Les cinq autres passagers, tous des militaires, ont péri, notamment des suites de leurs blessures ou d'hypothermie,. L'évacuation des survivants s'est déroulée durant la nuit du 1er novembre et plusieurs d'entre eux présentaient des blessures graves, incluant des fractures, des engelures sévères, des brûlures et des cas d'hypothermie. Six d'entre eux ont été transférés à l'hôpital militaire américain de Thulé, au Groenland.
L'un des survivants, le caporal-chef Mario Ellefsen, a notamment subi une fracture du bassin. Hospitalisé à Ottawa, il a relaté que les survivants avaient trouvé refuge à l'arrière de l'appareil et avaient pu maintenir un peu de chaleur en brûlant une partie du gazole qu'ils transportaient. Deux blessés, projetés hors de l'appareil, ont été abrités sous une structure de fortune fabriquée à partir de débris et recouverte de neige.
Le commandant de bord, le capitaine John Couch, est décédé d'hypothermie après avoir donné une partie de ses vêtements à des blessés. Son copilote, le lieutenant Joseph Bales, et l'ingénieur de vol, le sergent Paul West, lui ont rendu un hommage posthume en soulignant que les 13 survivants lui devaient la vie. Les autres victimes de l'accident sont le capitaine Judith Ann Trépanier, l’adjudant Robert Grimsley, l’adjudant-chef J.T. Jardine et le caporal-chef Roland Pitre,,.

## Description

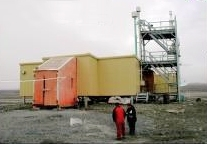
SFC Alert

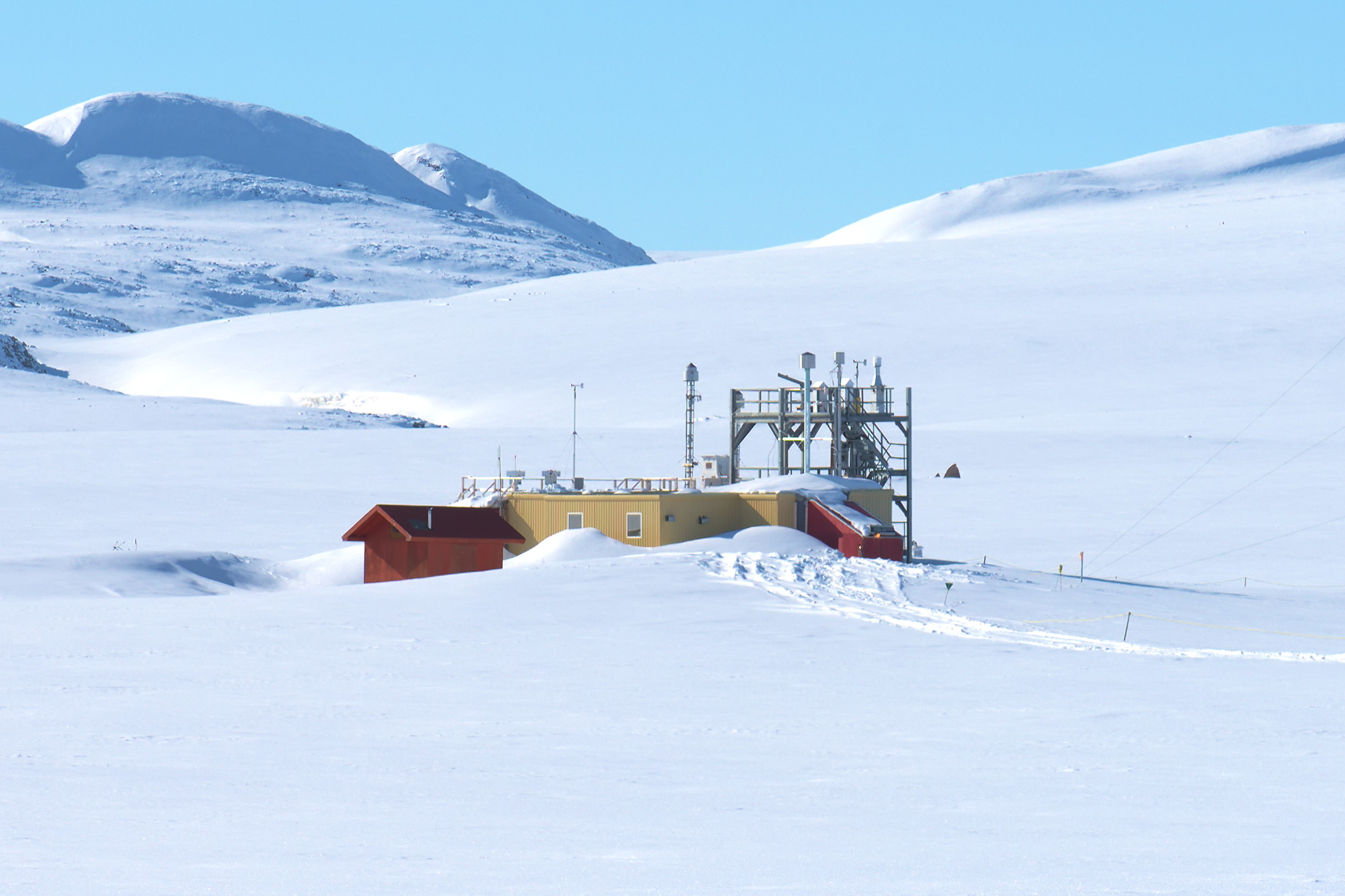
L'observatoire de surveillance de l'atmosphère globale Dr Neil Trivett le 1er juin 2016

La station des Forces canadiennes Alert (SFC) dispose d'un personnel à temps plein composé d’environ 70 personnes occupant les fonctions suivantes : services administratifs, exploitation, construction et génie, transport, approvisionnement, services alimentaires et médicaux. Au printemps, lorsque reviennent les périodes de clarté, le contingent et les activités connexes augmentent avec le ravitaillement de la station et en fonction des nouveaux projets de construction et des activités d’entretien préventif mis en œuvre. La SFC Alert est toujours réglée à l’heure d’Ottawa. Les affectations pour la plupart de postes permanents à la SFC Alert durent six mois, et quelques postes spécialisés nécessitent une rotation tous les trois mois.

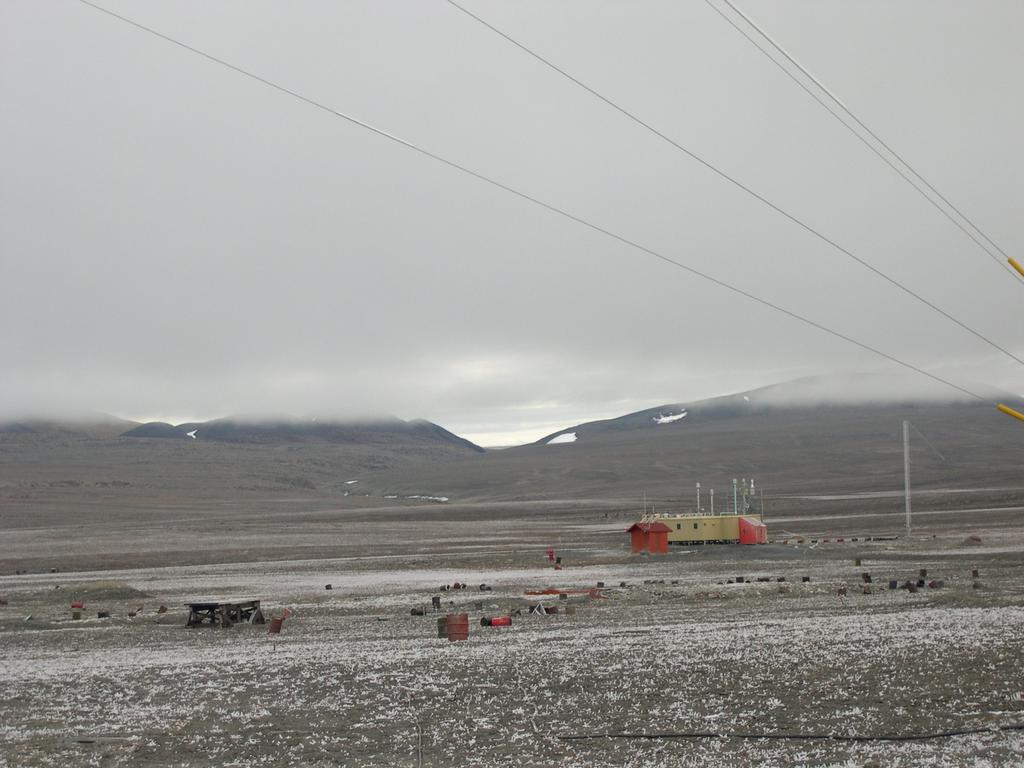
Observatoire d'Environnement Canada.

Environnement et Changement climatique Canada (ECCC) exploite également des services d’observations aérologiques (radiosondage) et météorologiques à la SFC Alert. Deux personnes sont employés en rotation pour prendre ces relevés qui prennent en général de 90 à 100 heures par semaine. Les observations METAR sont prises selon les besoins de la station, celles d'aérologie deux fois par jour à 00 et 12 h UTC et les observations climatologiques (mesure des chutes de neige, de l'épaisseur du manteau neigeux, information sur la glace de mer, mesure de l'ozone stratosphérique) sont faites soit quotidiennement, hebdomadairement ou bi-hebdomadairement.
ECCC a annoncé, en octobre 2017, que pour une période de six mois, une seule personne serait en devoir ce qui réduirait le programme d'observation. Il fut cité la difficulté de recruter du personnel pour ce poste éloigné. Des scientifiques de l'Arctique ont laissé savoir que cela laisserait un trou permanent des données de 2017 pour comprendre le changement climatique mondial. Les données sur les conditions atmosphériques, l'épaisseur de la neige et l'épaisseur de la glace de mer recueillies à Alert remonte aux années 1960, ce qui en fait l'un des plus anciens et des plus précieux au monde pour comprendre ce changement.

## Géographie et climat

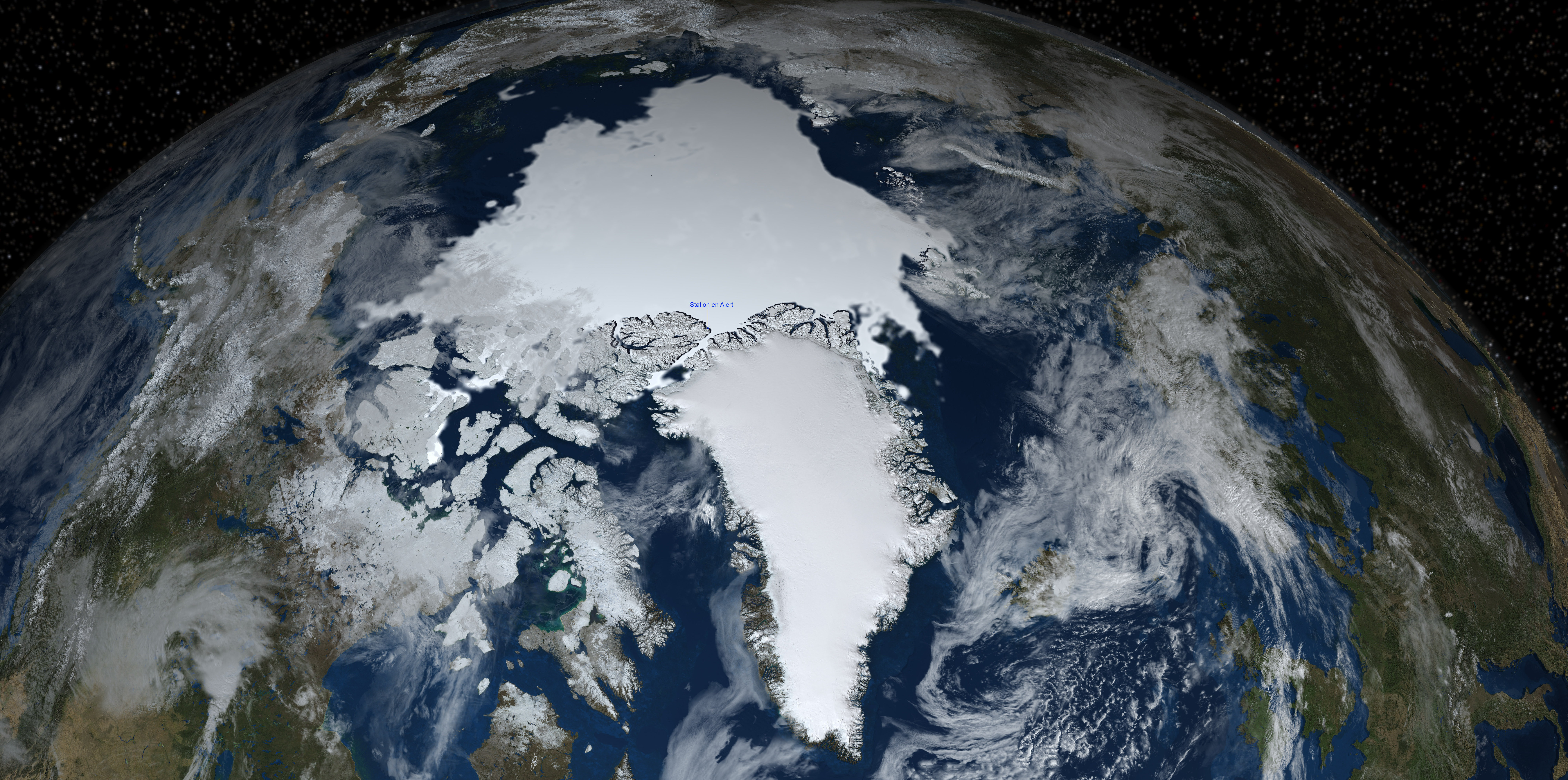
Localisation de la station météo à Alert. Extension de la banquise au 15 septembre 2008 (36 Mpx).

| Mois                                  | jan.       | fév.     | mars       | avril      | mai      | juin       | jui.      | août      | sep.       | oct.       | nov.       | déc.       | année        |
| ------------------------------------- | ---------- | -------- | ---------- | ---------- | -------- | ---------- | --------- | --------- | ---------- | ---------- | ---------- | ---------- | ------------ |
| Température minimale moyenne (°C)     | −35,8      | −37      | −36,3      | −28,1      | −14,5    | −2,7       | 0,7       | −1,8      | −11,5      | −22,4      | −29,6      | −33,1      | −21          |
| Température moyenne (°C)              | −32,2      | −33,2    | −32,4      | −24,3      | −11,5    | −0,4       | 3,3       | 0,8       | −8,4       | −18,9      | −26        | −29,4      | −17,7        |
| Température maximale moyenne (°C)     | −28,6      | −29,4    | −28,4      | −20,4      | −8,4     | 2          | 6,1       | 3,3       | −5,3       | −15,3      | −22,3      | −25,6      | −14,4        |
| Record de froid (°C) date du record   | −48,9 1966 | −50 1979 | −49,4 1970 | −45,6 1954 | −29 1989 | −14,3 2009 | −6,3 1982 | −15 1952  | −28,2 1979 | −39,4 1962 | −43,5 1980 | −46,1 1951 | −50 9/2/1979 |
| Record de chaleur (°C) date du record | 0 1958     | 1,1 1965 | −2,2 1957  | −0,2 1978  | 10 2012  | 18,8 2020  | 21 2019   | 19,5 1990 | 11,2 1989  | 5,3 2006   | 0,6 1963   | 3,2 1978   | 21 14/7/2019 |
| Ensoleillement (h)                    | 0          | 0        | 110,4      | 323,6      | 428,6    | 333        | 321,6     | 269,1     | 111,4      | 3,9        | 0          | 0          | 1 901,6      |
| Précipitations (mm)                   | 7,2        | 7        | 7,5        | 10,6       | 11,6     | 12         | 31,8      | 17,9      | 22,3       | 13,4       | 10,4       | 6,8        | 158,3        |
| dont neige (cm)                       | 9          | 8,1      | 8,7        | 12,6       | 18       | 13,5       | 20        | 16,9      | 33,1       | 20,2       | 15,2       | 9,3        | 184,6        |
| Nombre de jours avec précipitations   | 9          | 7,7      | 7,3        | 8,5        | 7,5      | 7,4        | 10,9      | 9,2       | 10,1       | 10,5       | 8,7        | 9,2        | 106,1        |
| Humidité relative (%)                 | 66,8       | 66,6     | 66,9       | 71,1       | 81,5     | 87,1       | 85,1      | 86,1      | 84,6       | 75,7       | 70,3       | 67,2       | 75,8         |
| Nombre de jours avec neige            | 9,1        | 8,6      | 8,3        | 9,1        | 9,4      | 6,9        | 6,3       | 7,4       | 11,3       | 12,2       | 9,7        | 9,9        | 108          |

| Diagramme climatique                                  |           |               |                |               |         |            |             |               |                |                |               |
| J                                                     | F         | M             | A              | M             | J       | J          | A           | S             | O              | N              | D             |
| −28,6−35,87,2                                         | −29,4−377 | −28,4−36,37,5 | −20,4−28,110,6 | −8,4−14,511,6 | 2−2,712 | 6,10,731,8 | 3,3−1,817,9 | −5,3−11,522,3 | −15,3−22,413,4 | −22,3−29,610,4 | −25,6−33,16,8 |
| Moyennes : • Temp. maxi et mini °C • Précipitation mm |           |               |                |               |         |            |             |               |                |                |               |

Alert a un climat polaire. Il peut neiger et geler toute l'année. Les précipitations y sont très faibles avec 153,8 mm (173,3 cm de neige) en moyenne sur la période 1971 - 2000. Il y fait jour durant 6 mois d'affilée et la nuit polaire y règne autant de temps. De 1961 à 1990, pour le mois le plus froid la température moyenne est de −33,6 °C et le mois le plus chaud la température moyenne est de 3,4 °C. De 1971 à 2000, 8,5 jours en moyenne par an ont des températures maxi > à 10 °C. La température record la plus basse, −50 °C, a été enregistrée le 9 février 1979 et la plus chaude, +21 °C, le 14 juillet 2019.
La station d'Alert est à 30,5 m, latitude : 82°31'04N longitude : 62°16'50W.

## Littérature
Dans cette base se déroule l'essentiel du roman de Howard Buten, Il faudra bien te couvrir.